# Vern-sur-Seiche
Vern-sur-Seiche es una comuna francesa situada en el departamento de Ille y Vilaine, en la región de Bretaña.

## Demografía
| 1466 | 1675 | 2638 | 3116 | 5602 | 7454 | 8289 |
| Para los censos de 1962 a 1999 la población legal corresponde a la población sin duplicidades (Fuente: INSEE [Consultar]) |      |      |      |      |      |      |